# Fabienne Chanoyan
Fabienne Chanoyan est une soprano lyrique française d'origine arménienne, qui s'est distinguée dans plusieurs concours internationaux de chant : grand prix Verdi du concours international de chant Francisco Vinas de Barcelone, prix de la mélodie espagnole et prix exceptionnel du concours international de chant de Paris, premier prix opéra et premier prix mélodie d’Afrique-du-Sud entre autres.
Elle chante sur les plus grandes scènes lyriques les rôles de : Madame Butterfly, Thaïs, Manon, Mireille, Traviata, Pamina, Inès de L'Africaine aux côtés de Grace Bumbry, Micaëla (de Carmen), Rozenn (dans Le Roi d'Ys d'Édouard Lalo) avec Alain Fondary, Madame Lidoine du Dialogue des Carmélites de Francis Poulenc, Anaïs du Moïse de Rossini à la Sorbonne à Paris, et bien d’autres.
Le compositeur Vladimir Cosma la sollicite, appréciant ses capacités vocales rares chez une artiste lyrique, de se plier à tous types de répertoires. Avec lui elle fera des tournées la menant à Budapest avec Jean-Claude Petit, Patrice Fontanarosa, Poznań avec Didier Lockwood, Michael Lonsdale.
Elle est la créatrice mondiale des rôles de :
- l’Ange de l’oratorio La Naissance de David de Sassoun de Garbis Aprikian, œuvre représentée à l’Opéra-Comique et dont l’enregistrement audio a remporté le prix de l’Académie Charles Cros ;
- Andromaque du Schliemann de Betsy Jolas donné en représentation mondiale à l’opéra de Lyon en mai 1995, avec le chef Kent Nagano, mise en scène par Alain Françon.
- l’Ange du Requiem de Jil Bartley à Monaco en commémoration  du décès de la Princesse Grace. Jil Bartley, émue par sa prestation, lui créera et dédiera son Ave Maria, qu’elle créera l’année suivante à Monte-Carlo ;
- Anouch d'Armen Tigranian à l’opéra de Marseille.
- Elle est la créatrice en France du soprano solo de Cantata of Joy d'Edmund J. Pendleton, dans le cadre du festival de musique sacrée de la Vieille Charité à Marseille.

Elle et l'une des premières sopranos lyriques à défendre le répertoire traditionnel et sacré arménien, et ré-invente en harmonisant pour deux voix, les chants les plus célèbres de son pays d'origine. Elle donnera bon nombre de récitals avec sa sœur de ses mélodies. Aujourd'hui, elle enseigne (citons Mélissa Petit parmi ses élèves) et monte des spectacles.